# キル・ハンナ
キル・ハンナ (Kill Hannah) は、1994年にボーカルのマット・デヴァインを中心に結成されたアメリカ合衆国イリノイ州シカゴ出身のロックバンドである。

## 略歴
1994年、キル・ハンナは当時イリノイ州立大学の学生だったマット・デヴァイン（ボーカル、ギター）によって結成された。その後は何枚かEPを自主リリースしながら、メンバーチェンジを何回か繰り返して活動していたが、1998年にインディー・レーベルから初のアルバム『American Jet Set』をリリースする頃には、紅一点のケリー・フィナティー（ギター、ボーカル）、グレッグ・コーナー（ベース）、ギャレット・ハモンド（ドラム。この時点では彼は正式なメンバーではなかったが、その後正式に加入）というメンバー構成になっていた。
2000年にケリーがバンドを脱退するが、マットの古い友人で、ロサンゼルスでモデルをしていたこともあるダン・ウィーズ（ギター）と、当時シカゴのレコーディング・スタジオでインターンとして働いていたジョナサン・ラドキー（ギター。通称ジョン、またはジョニー）が加入し、ほぼ全盛期のラインナップになった。ジョンの加入前、キル・ハンナの熱心なファンでメンバーの友人でもあったマイキー・ウェイ（マイ・ケミカル・ロマンスのベーシスト）がバンドに加入すべくシカゴにオーディションを受けに行こうとしたが、シカゴは遠すぎる考えたマイキーの母親の猛烈な反対に合い、加入を断念したのは有名な話である（両バンドは今でも友好的な関係にある）
そして2002年、バンドはメジャー・レーベルのアトランティック・レコードと契約し、ノー・ダウトやマリリン・マンソンのプロデュースを手がけたショーン・ビーヴァンと、ザ・キュアーやU2のミキシングを手がけたティム・パーマーを迎えてロサンゼルスとシカゴでレコーディングを開始し、2003年に初のメジャー・アルバム『For Never & Ever』をリリースした。しかし、バンドは思うようなバックアップをレーベルから受けられず、自ら調達したバンを交代で運転しながら全米をツアーし、フライヤーを配ったり、マーチャンダイズ商品を売ったりするなどの地道な活動を続け、その努力の甲斐あってか、彼らはどんどん新たなファンを増やしていき、地元シカゴ出身のスマッシング・パンプキンズのボーカリスト、ビリー・コーガンから「シカゴ・ロックの未来」と絶賛を受けることになる。
彼らはその後も休むことなくHIM、エヴァネッセンス、サーティー・セカンズ・トゥ・マーズなどのバンドと全米をツアーをする傍ら、レコーディングを続け、2006年8月にメジャー移籍2作目にあたるアルバム『Until There's Nothing Left of Us』をリリースする。しかし、組織再編成による内紛状態が続いていたレーベルからのバックアップは皆無に等しく、このアルバムはビルボード・チャートで最高178位を記録しただけで終わってしまった。彼らはMySpaceを通して確実に世界中でファンを増やしていったが、予算の関係でなかなかアメリカ国外をツアーできないこともあり、メンバーはレーベルへの不満をつのらせていった。また、ちょうどこの頃に生まれたばかりの息子の側にいることを望んだギャレットがバンドを脱退し、それからはイライアス・マリンがサポート・ドラマーとしてツアーに同行することになった（イライアスは後に正式にバンドに加入。ギャレットは現在でもバンドと良い関係にあり、後にアルバム『Wake Up the Sleepers』のレコーディングにも参加しているだけでなく、2010年にイライアスがケシャのサポートを務めるために一時的にバンドを離れた際はヨーロッパ・ツアーにも同行している）。
その後、2007年にHIMのイギリス・ツアーの前座に抜擢され、地元の熱心なファンの獲得に成功した彼らはイギリスのロードランナー・レコードと契約する。そして2008年3月にエイデンのヨーロッパ・ツアーの前座に起用された彼らはさらに各地でファンを増やし、既にアメリカで発売されている『Until There's Nothing Left of Us』と『For Never & Ever』からの曲をメインに再編集したイギリス盤『Until There's Nothing Left of Us』をリリース、そして6月には日本でもこの盤が『ナッシング・レフト・オヴ・アス〜刹那のハンナ』というタイトルでリリースされた。同年10月には家庭の事情のためにツアーに参加できなかったジョンの代わりに、同じくシカゴ出身のバンド、Powerspaceのトム・シュレイターを連れてヨーロッパをツアー中、スイスのアルプスを走行していたツアーバスが炎上。同乗していたメンバー及び関係者は無事に避難したものの、機材やメンバーのパスポートを含む私物が焼失するアクシデントがあった。しかし、その2ヶ月後には毎年彼らの地元シカゴで行われるクリスマス・コンサート「New Heart For Christmas」でニュー・アルバムに収録予定の新曲「Snow Blind」と「Radio」を披露し、健在な姿を見せつけた。
2009年には新たなアメリカでのレコード配給先に決まったオリジナル・シグナル・レコーディングスから新作のレコーディングを夏までに終わらせるよう要求されたため、やむなく春に予定されていたイギリスとシカゴでの公演のうち、イギリス公演のみがキャンセルされた。唯一キャンセルにならなかったシカゴ公演では、直前にジョンが自身の音楽プロジェクトのためにバンドを友好的に脱退したことが発表されたが、クリスマスに披露された2曲以外に「Living In Misery」「Strobe Lights」のさらに2曲の新曲が演奏され、最後にジョンがコーラスで参加するサプライズがあった。このアルバムは『Wake Up the Sleepers』と名付けられ、9月29日に全米で発売された。このアルバムではグッド・シャーロットのベンジー・マッデンが2曲目と10曲目で、ドレスデン・ドールズのアマンダ・パルマーが4曲目で、バースデイ・マサカーのチビが8曲目で、シカゴ児童合唱団が4曲目と7曲目でコーラスとして参加している。また、7曲目のタイトルは日本のファンには嬉しい「Tokyo (Dance In The Dust)」であるが、レーベルが変わったこともあってか、このアルバムの日本盤は発売されなかった。
アルバムの発売後、バンドはオーディションを経てリアーナのバックを務めたこともあるイスラエル出身のギタリスト、ギル・バラムをサポート・ギタリストに加え、ジェットやパパ・ローチといったバンドと全米ツアーを行っていたが、11月11日にペンシルベニア州フィラデルフィアのホテルに滞在中、駐車場に止めてあったツアーバスと機材やツアーグッズを積んだバンが丸ごと盗まれる事件が起きた。その結果、バンドは日本円で1千万円以上の損害を被り、途中でツアーをキャンセルする羽目になったが、バンドはギルの後任にマイケル・マドックスをツアー・ギタリストとして迎え、翌月にはクリスマス・コンサートを地元シカゴで行い、2010年春には2度目のヨーロッパ・ツアーを、そして夏には彼らのヒーローでもあるスマッシング・パンプキンズのアメリカ・ツアーの前座として全米各地を回るなど、精力的に活動を続けた。
2010年後半にマットはモリッシーのソングライター兼ギタリストのアラン・ホワイトとのプロジェクト、セッティング・ファイアーズ (Setting Fires)をスタートさせただけでなく、2011年初頭に公開のブロードウェイ・ミュージカル『スパイダーマン ターン・オフ・ザ・ダーク』にグリム・ハンター役で最低でも1年間出演することが決定したため、2003年に始めて以来、毎年恒例になっていたクリスマス・コンサートが2010年は初めてキャンセルになるなど，キル・ハンナの活動はしばらく停止状態になった。彼らの尊敬するU2のボノとジ・エッジが音楽監修を務め、史上最高額の予算が組まれるなど、鳴り物入りで始まったこのミュージカルだが、プレビュー公演中に負傷する役者が続出したり、予算が削減されるなどのトラブルが続出。その後、2011年3月に監督のジュリー・テイモアが降板したのを機に脚本が見直された結果、マットの出演シーンが削られたため、彼はこれを機に同ミュージカルを降板している。同年12月には地元シカゴで恒例のクリスマス・コンサートを行い、ステージに立つのは18ヶ月ぶりながらも健在な姿をファンに見せ、「Unbreakable」という新曲を披露した。
2013年に単身ロサンゼルスに移住したマットはソロ活動を始め、初めて「Wrongchilde」名義でのソロ・アルバム『Gold Blooded』をリリースした。なお、「Falling in Love Will Kill You」という曲に元マイ・ケミカル・ロマンスのシンガーであるジェラルド・ウェイがゲスト参加している。さらに、マットは以前にアメリカのテレビ局のFuse TVのウェブサイトでファンからの悩みに答えていた経験を生かして、『Weird War One: The Antihero's Guide to Surviving Everyday Life』やっ『Nobody Will Buy This: Don't Drink and Tweet』といったセルフ・ヘルプ的な本を出版するなどの執筆活動を始め、Thought Catalogというウェブサイトでコラムニストとしても活躍するようになった。またその頃、マットがロサンゼルスに移住したため、2013年のクリスマス・コンサートはバンド史上初めて地元シカゴではなくロサンゼルスで行われ、2009年にバンドを脱退したジョンがギターを担当したが、このライブを最後に、キル・ハンナはバンドとしての活動をストップした。
2015年8月にキル・ハンナは同年末に行われる予定のクリスマス・コンサートを最後にバンドを解散すると発表した。また、このライブには元ギターのジョンが参加予定で、ほぼオリジナル・メンバーでのラインナップになる予定である。

## バンド名の由来
バンド名は「ハンナを殺せ」という意味だが、ハンナとはマットが初めて本格的に付き合った元ガールフレンドの名前である。当時18歳で「Jar in a UK」というバンドでボーカル兼ギターだったマットは、とあるパーティーで髪を紫に染め、鼻ピアスをした彼女と知り合い、付き合い始めるが、この恋愛は長く続かなかった。失恋の傷を癒すべく、彼が作った曲の名前が「Kill Hannah」で、これがそのまま彼の次のバンド名になってしまった。マットはこのバンド名になったことを後悔したというが、ハンナはこのことをまったく気にしていないようで、2人はまだ交友があるという。

## メンバー
- マット・デヴァイン (Mat Devine) - ボーカル、ギター
- ジョナサン・ラドキー (Jonathan Radtke) - ギター、ボーカル
- ダン・ウィーズ (Dan Wiese) - ギター、ボーカル
- グレッグ・コーナー (Greg Corner) - ベース
- イライアス・マリン (Elias Mallin) - サポート・ドラマー

## ディスコグラフィ

### アルバム
- The Beauty in Sinking Ships (1996年) ※自主制作
- Here Are the Young Moderns (1998年) ※自主制作
- American Jet Set (1999年、Brat Pack Recordings)
- For Never & Ever (2003年、Atlantic Records)
- 『ナッシング・レフト・オヴ・アス〜刹那のハンナ』 - Until There's Nothing Left of Us (2006年、Atlantic Records)
- Hope for the Hopeless (2008年) ※自主制作
- Wake Up the Sleepers (2009年、Original Signal Recordings)

### EP
- Hummingbirds the Size of Bullets (1996年) ※自主制作
- Sleeping Like Electric Eels (1996年) ※自主制作
- Stunt Pilots (1997年) ※自主制作
- Unreleased Cuts 2000/2001 (2001年) ※自主制作
- Kill Hannah Tour EP (2002年) ※自主制作
- Lips Like Morphine EP (2006年、Atlantic Records)